# Сейнт Джордж
Сейнт Джордж (на английски: St. George) е град в окръг Уошингтън, щата Юта, САЩ. Сейнт Джордж е с население от 82 718 жители (2009) и обща площ от 168 km². Намира се на 872 m надморска височина. ЗИП кодът му е 84770, 84790, а телефонният му код е 435.